# Zarděnice

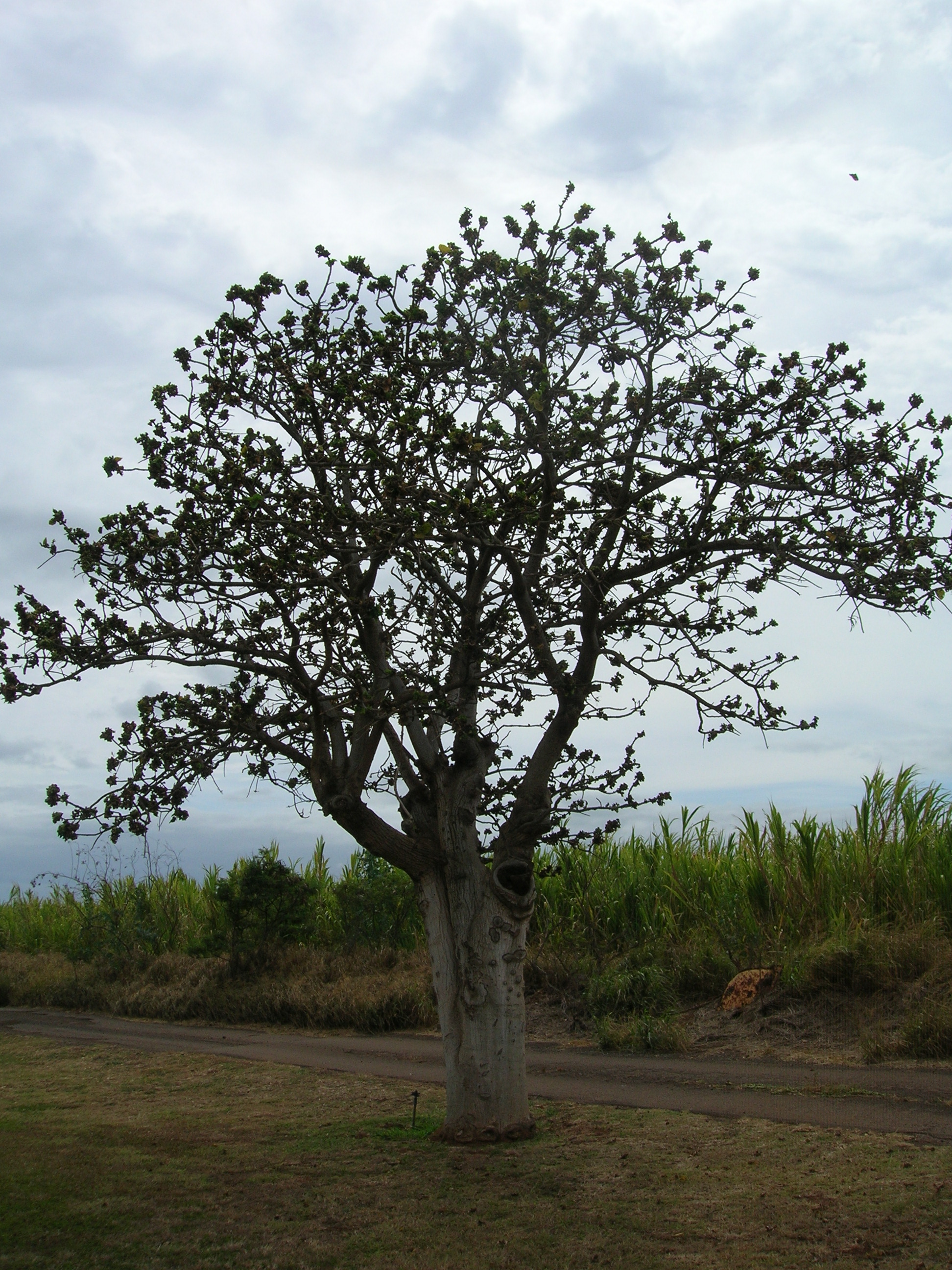
Zarděnice Erythrina variegata

Zarděnice (Erythrina), česky též korálovec, je rod rostlin z čeledi bobovité (Fabaceae). Většina druhů jsou stromy a keře s trojčetnými listy, tlustými trny na kmeni a nápadnými květy nejčastěji v červených, růžových a oranžových odstínech. Kvetou často v bezlistém stavu. Rod zahrnuje asi 115 druhů a je rozšířen v tropech a subtropech celého světa. Různé druhy zarděnic jsou v teplých krajích pěstovány jako okrasné dřeviny, využití mají i v medicíně.

## Popis
Zarděnice jsou stromy a keře, řidčeji i vytrvalé byliny, které ovšem mají dřevnaté kořeny. Mnohé druhy jsou opadavé a v bezlistém stavu nápadně kvetou. Na větvích a kmenech jsou obvykle kuželovité trny. Listy jsou trojčetné, s drobnými palisty. Na bázi postranních lístků jsou na řapíku žláznaté palístky. Spodní strana listů může být lysá, chlupatá nebo sivá vlivem voskového povlaku. Květenství jsou úžlabní nebo mnohem častěji vrcholová, hroznovitá, vzpřímená nebo horizontální. Květy jsou v květenství nejčastěji ve svazečcích po 3 a bývají velké a nápadné, obvykle červené, oranžové nebo růžové. Kalich je trubkovitý až zvonkovitý, na konci uťatý nebo s 1 až 5 zuby, někdy i dvoupyský. Pavéza je mnohem delší než křídla a člunek, někdy je přeložená a zakrývá ostatní korunní lístky. Křídla mohou i zcela chybět. Tyčinky jsou nejčastěji srostlé, jedna z nich je ze ¾ volná, zatímco ostatních 9 jen z horní ¼. Semeník je stopkatý a obvykle chlupatý, se zahnutou čnělkou a hlavatou bliznou. Plody jsou podlouhlé, pukavé, často zakřivené nebo mezi semeny zaškrcované, ponejvíce kožovité až dřevnaté, uvnitř bez přehrádek. Semena jsou červená, hnědá nebo dvoubarevná (červeno-černá) a nezřídka vytrvávají na plodech dlouho po jejich otevření.

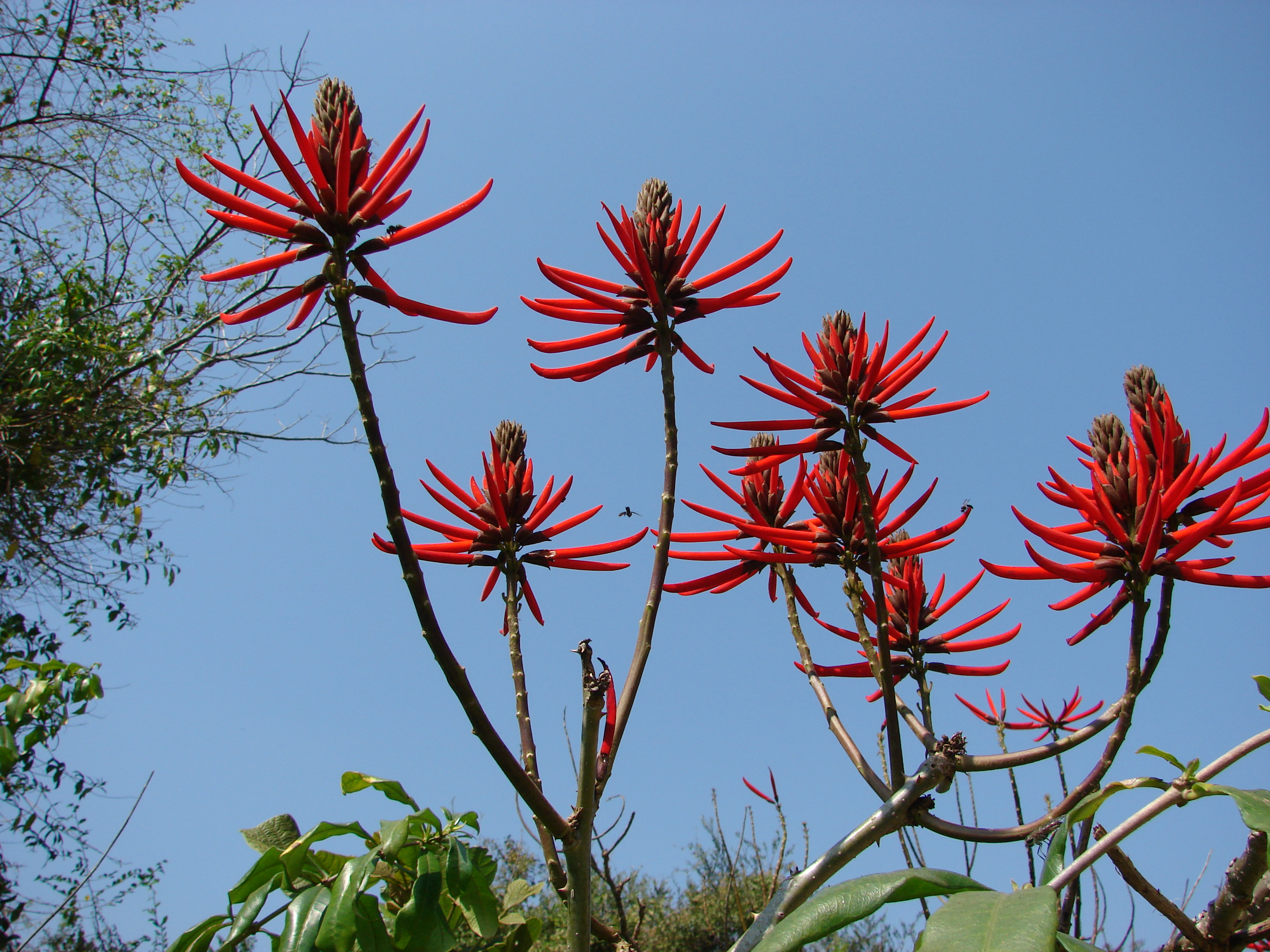
Kvetoucí zarděnice Erythrina speciosa
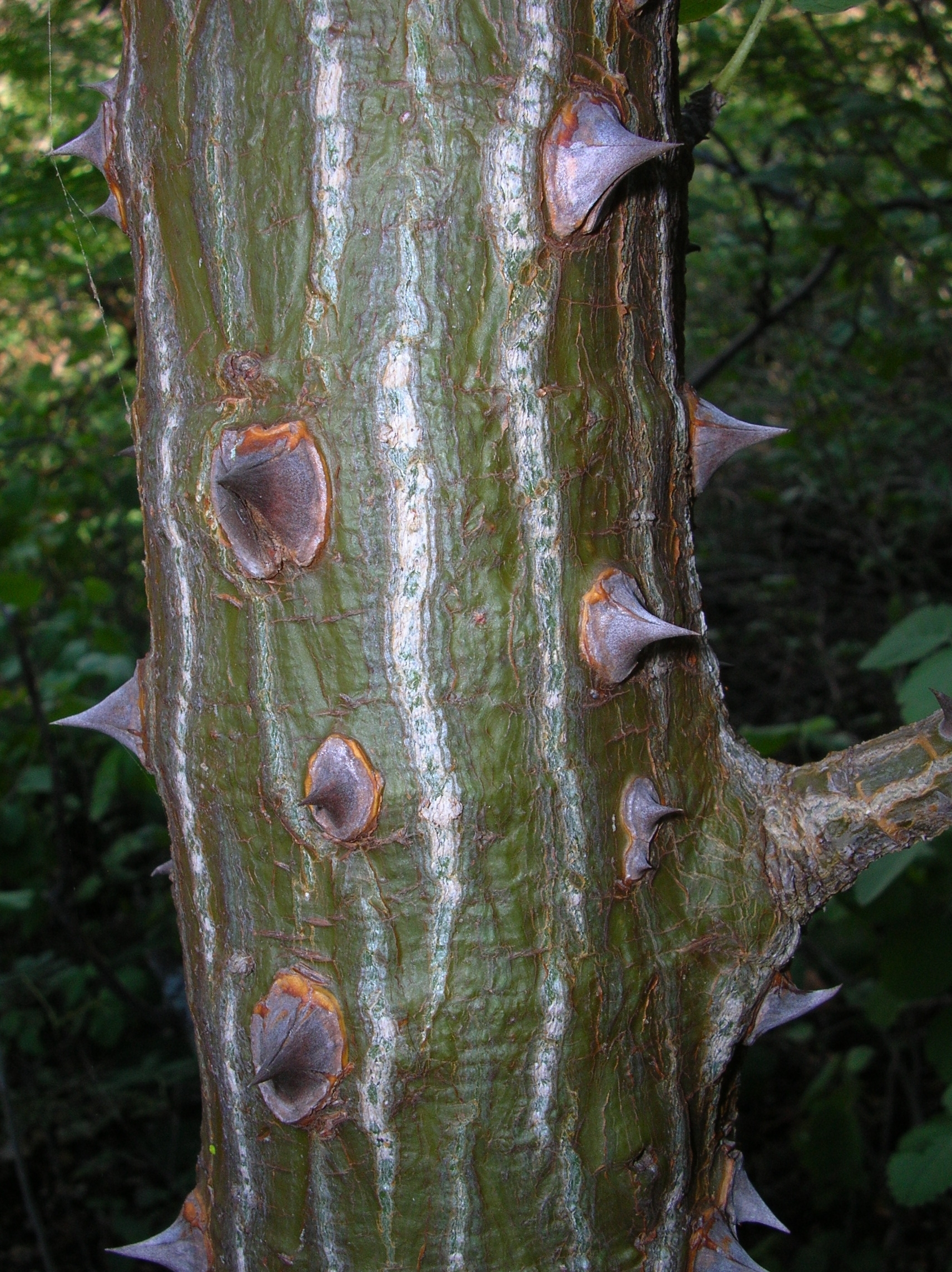
Kmen zarděnice Erythrina sandwicensis
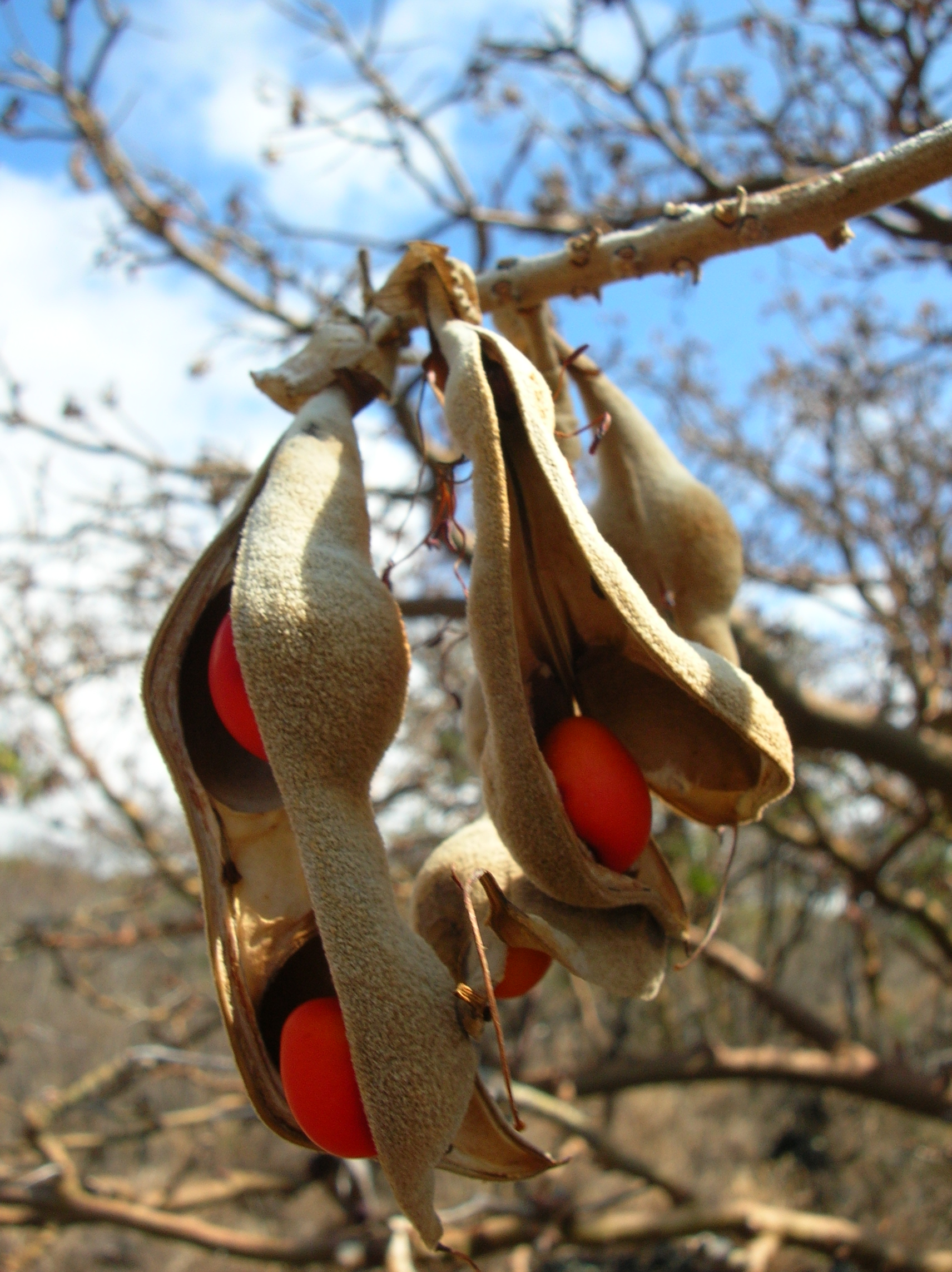
Plody zarděnice Erythrina sandwicensis

## Rozšíření
Zarděnice rostou v tropech a subtropech po celém světě a zasahují i do teplých oblastí mírného pásu. Celkově jich je okolo 115 druhů. Pouze jediný druh, Erythrina fusca, má přirozené rozšíření v tropech jak Starého (v tropické Asii) tak i Nového světa. Zarděnice Erythrina variegata má velmi velký areál, sahající od Madagaskaru a Afriky přes tropickou Asii až po Austrálii.

## Ekologické interakce
Zarděnice pocházející z tropické Ameriky mají povětšině červené květy s trubkovitou pavézou obklopující ostatní korunní lístky, které obsahují sladký nektar a jsou opylovány kolibříky. Zarděnice z tropů Starého světa mívají květy otočené o 180° (pavézou dolů) s otevřenou pavézou a obsahují jen málo sladký nektar s vysokým obsahem bílkovin, který láká pěvce. Druhy kvetoucí v období sucha poskytují potravu a vodu ptákům a drobným savcům.

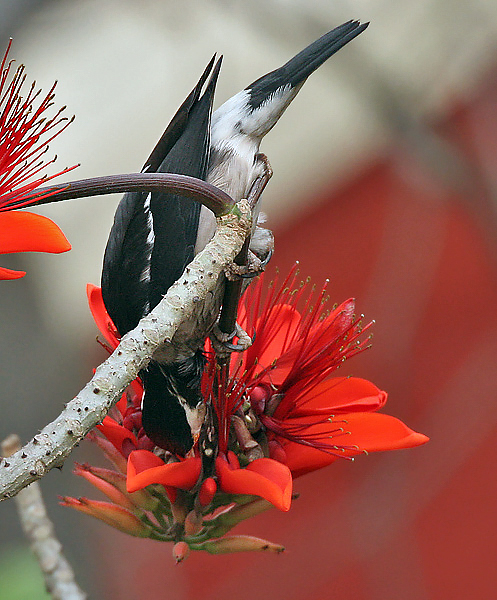
Špaček indomalajský (Sturnus contra) na květech Erythrina variegata
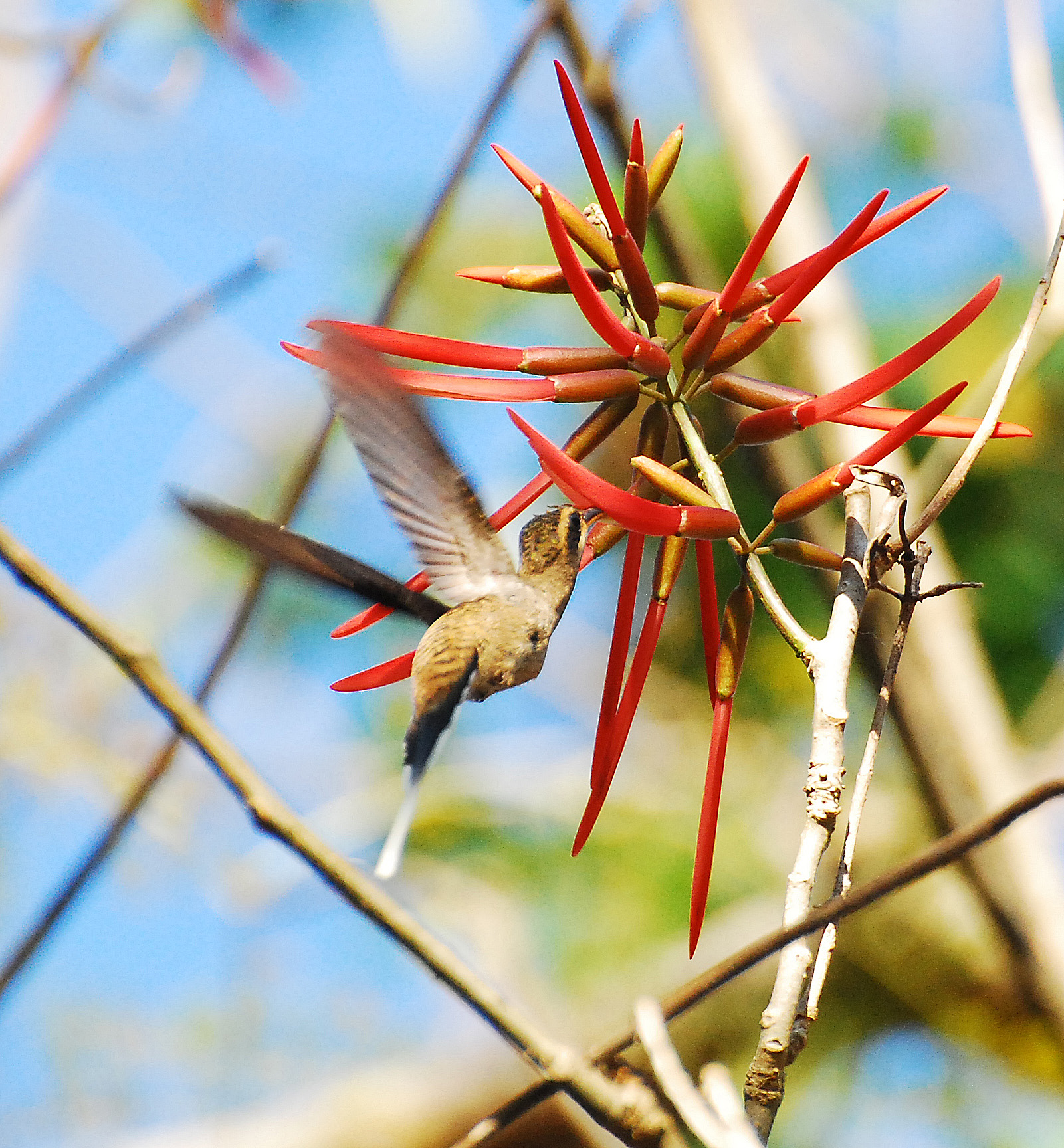
Kolibřík západní (Phaethornis longirostris) na květech mexické zarděnice
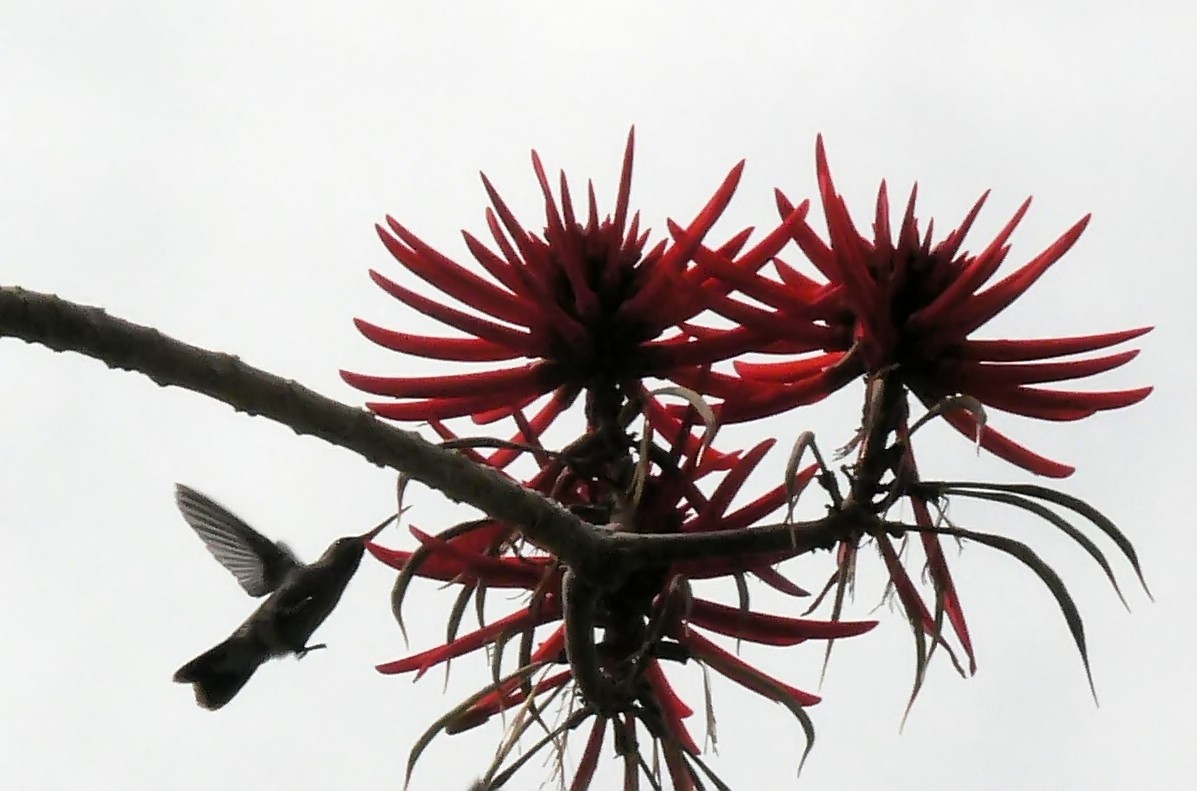
Kolibřík u květů Erythrina americana

## Obsahové látky
Semena většiny druhů zarděnic obsahují indolylové alkaloidy a jsou jedovatá. Některé tyto alkaloidy mají účinky podobné kurare. V listech i kmeni Erythrina variegata var. orientalis byl zjištěn alkaloid erythrinalin, v semenech alkaloid hypaphorin a saponin migarrhin.

## Zástupci
- zarděnice hřebenitá (Erythrina crista-galli)

## Význam
Zarděnice jsou v klimaticky příhodných oblastech pěstovány jako okrasné dřeviny. Mezi nejhojněji pěstované druhy náleží zarděnice hřebenitá (E. crista-galli) a zarděnice Erythrina corallodendron, obě pocházející z tropické Ameriky. Z amerických druhů se dále pěstuje E. coralloides, E. falcata, E. folkersii, E. herbacea a E. speciosa, z afrických E. afra (dříve E. caffra), E. humeana a E. lysistemon. Druh E. variegata má široké rozšíření v tropech Starého světa, zahrnující oblast od Madagaskaru a Afriky až po Austrálii. Pěstují se také kříženci, např. Erythrina x bidwillii (hybrid mezi E. crista-galli a E. herbacea).
Asijská zarděnice Erythrina indica je často pěstována na plantážích kakaovníku, kávovníku, pepřovníku apod. jako stínící strom. Některé druhy jsou těženy pro dřevo. Erythrina edulis, rostoucí v oblasti And, má jedlá semena. Mladé listy Erythrina fusca jsou rovněž jedlé. Semena některých druhů, např. Erythrina corallodendron a E. rubrinervia jsou svítivě červená a lesklá a jsou využívána na výrobu náhrdelníků.
Některé druhy zarděnic mají využití v medicíně. Erythrina indica je používána jako antiseptikum, při nespavosti, horečkách a k tišení bolestí. V čínské tradiční medicíně se používá též při choleře, úplavici, neuralgii aj. Některé americké druhy jsou používány jako halucinogeny, ačkoliv obsah psychotropních alkaloidů v nich nebyl prokázán. Náleží mezi ně Erythrina flabelliformis, E. coralloides, E. americana a E. berteroana. Listy Erythrina variegata var. orientalis jsou ve Vietnamu používané jako sedativum.
V Jižní Americe jsou medicínsky využívané druhy Erythrina ulei a E. fusca.